# Almena (Extertal)

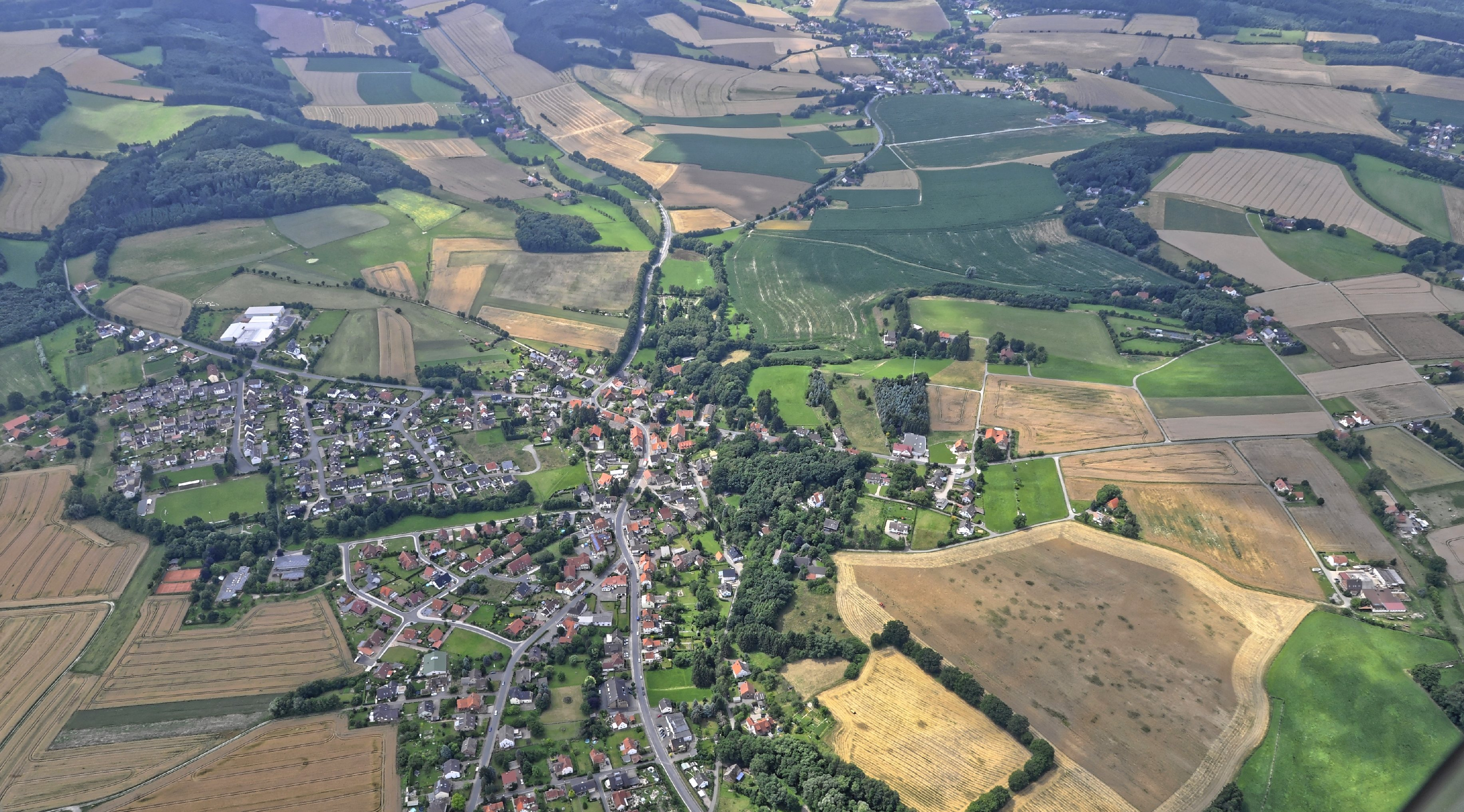
Der Ort aus der Luft

Almena ist ein Ortsteil der Gemeinde Extertal und liegt im Kreis Lippe.

## Geografische Lage
Almena liegt im äußersten Nordosten von Nordrhein-Westfalen und ebenfalls im Nordosten des Kreises Lippe im Weserbergland. Die Ortschaft liegt in einer Höhe von 110 m an der Exter bis hin zu 200 m ü. NN auf dem Almenaer Berg. Das Dorf liegt etwa 10 km südlich von Rinteln, 14 km nördlich von Barntrup und rund 40 km nordöstlich von Bielefeld als nächstgelegene Großstadt.

## Geschichte

### Erste Besiedlung
Die ersten Spuren menschlicher Besiedlung im Raum Almena gehen auf die Zeit um 6000 v. Chr. zurück. Aus der Zeit des Mesolithikums stammen Feuersteinfunde aus der Umgegend von Almena, die 1938 gemeldet wurden. Im 3. Jahrtausend v. Chr. kamen die neolithischen Menschen in das Gebiet von Almena, brannten den Urwald ab und begründeten die Rodungsinsel Almena. Ein Bruchstück eines ihrer Werkzeuge, ein schuhleistenförmiger Keil aus Felsgestein von 7 cm Länge, wurde 1938 von Schulkindern in Almena gefunden.
Irgendwann um 500 n. Chr. wurde das Gebiet des Extertals dem Herrschaftsbereich der Sachsen eingegliedert. Karl der Große (768–814) unterwarf in vielen Feldzügen die kontinentalen Sachsen und gliederte sie in das Reich der Franken ein.
Almena gehörte zum Osterburg-Gau. Sitz des Gaugrafen war vermutlich die mächtige Osterburg am Hang des Wesergebirges oberhalb von Deckbergen. Hermann Billunge († 973), einer der wichtigsten Gefolgsleute Ottos des Großen (936–973), vereinigte die Herrschaft über alle Gaue der weiteren Umgebung, die er durch Vizegrafen verwalten ließ. Dabei wird er sich auch, wie in vielen anderen Dörfern, den Zehnten in Almena angeeignet haben. Dieser war eine von Karl dem Großen geschaffene, ursprünglich der Pfarrkirche zustehende Abgabe. Die adligen Grundherren verstanden es jedoch, den Zehnten der Kirche zu entfremden und sich selbst zu bereichern.
Ende des 12. Jahrhunderts wird Almena als Adelelbernecthorp erstmals schriftlich erwähnt.

### Die Herrschaft Sternberg

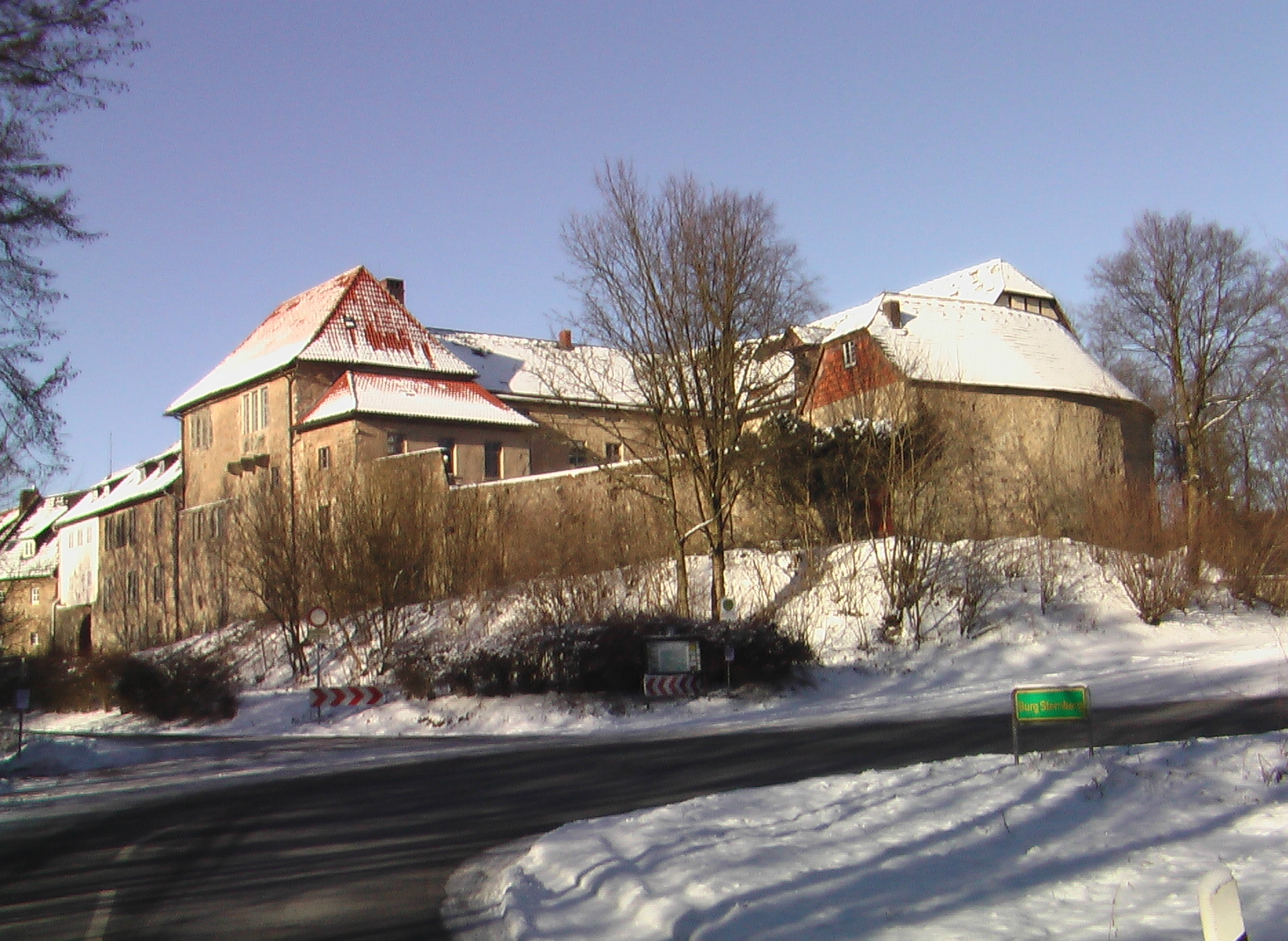
Burg Sternberg

Unter der Herrschaft der Grafen von Schwalenberg wuchs Almena zum Dorf heran. Seit 1243 gehörte es zum Herrschaftsbereich der Burg Sternberg. Letzter Graf war Heinrich V. (1346–1385). Ihm verdankt man die erste schriftliche Erwähnung Almenas. Er heiratete 1348 Adelheid, die Tochter des Grafen Adolf VII. von Schaumburg. In einem Vertrag aus dem gleichen Jahr überschreibt er seiner Frau als Leibgedinge neben anderen Orten auch das Dorf Almena. Damit ist erwiesen, dass damals die Sternberger die Grundherren in Almena waren.

### Dreißigjähriger Krieg (1618–1648)
Der Dreißigjährige Krieg war Höhepunkt und Abschluss der Gegenreformation, der großangelegten Vernichtung des evangelischen Glaubens mit Waffengewalt.
Im Februar 1623 erschien Herzog Christian von Braunschweig persönlich an der Weser und besetzte Rinteln. Im Juni verließ er es wieder mit 21.000 Mann und 1.000 Reitern. Er zog durch das Extertal ab. Eine schlimme Folge dieses Kriegs waren die offiziellen und wilden Plünderungen, da alle Heere nach der Maxime verfuhren: Der Krieg ernährt den Krieg.

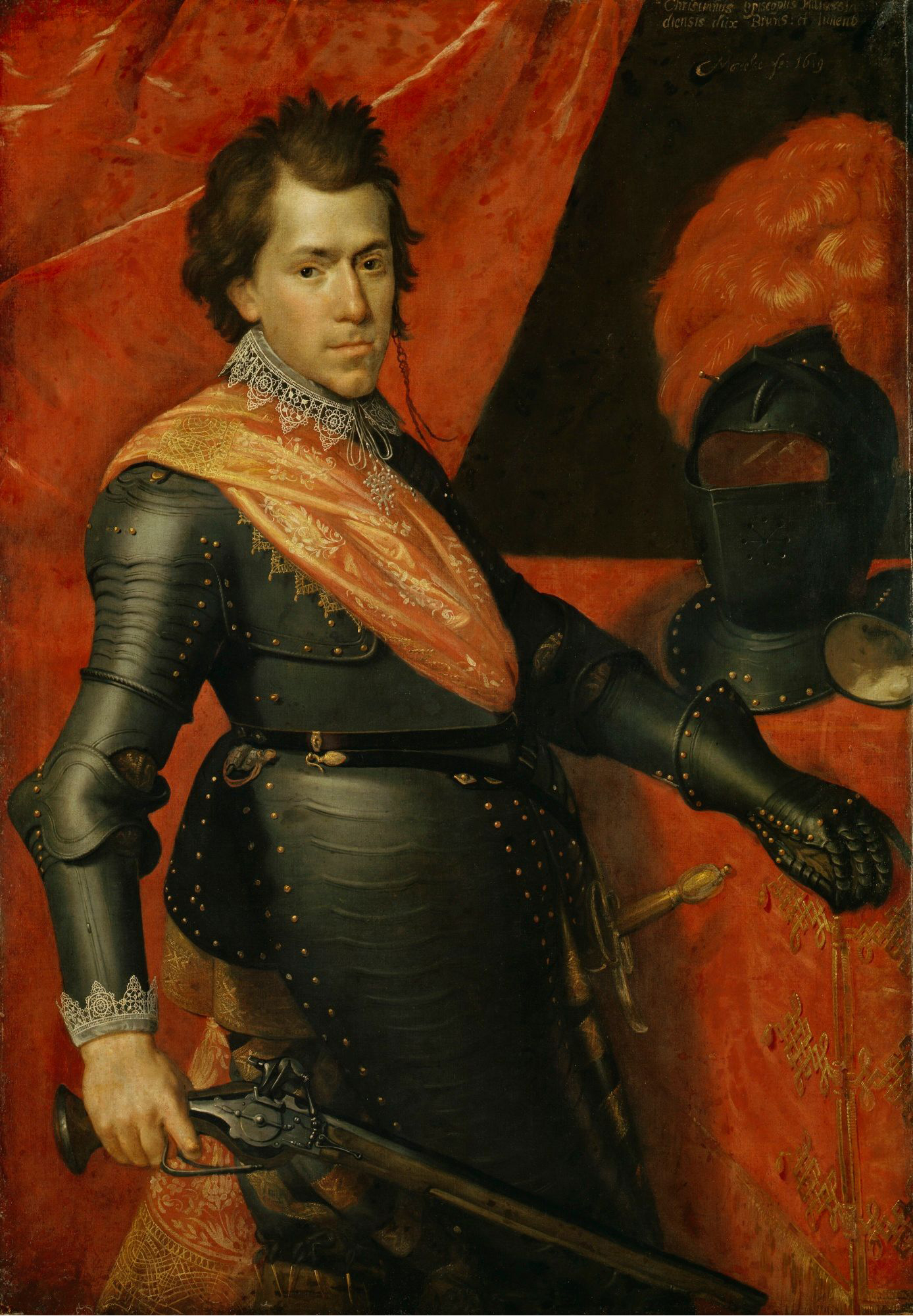
Herzog Christian von Braunschweig und Lüneburg

Im Winter 1623/24 wählte Johann T’Serclaes von Tilly das Wesertal bei Rinteln als Stätte der Winterquartiere. Er selbst residierte in Hameln. Obwohl Lippe neutral war, müssen die kaiserlichen Truppen unter Tilly, zu denen auch viele Spanier gehörten, die sich durch besondere Grausamkeit auszeichneten, in Almena geplündert haben, denn im Pfarrhof wurden damals vom Kriegsvolk alle Papiere und wichtige Urkunden verbrannt. Im Frühjahr 1624 zog Tilly aus dem Weserbergland ab, kehrte aber im Winter zurück und besetzte das Wesertal aufs Neue. Wieder mussten die Almenaer um ihr Hab und Gut fürchten. Damals war es üblich, beim Herannahen von Soldaten in die Kirche zu flüchten, in der Hoffnung, dass die Landsknechte das Gotteshaus verschonen würden.
Die gesamte Landwirtschaft in Almena muss zum Erliegen gekommen sein. Hatte vor dem Krieg jeder der 14 Höfe mehrere Pferde und Kühe besessen, so waren diese Nutztiere in den 1630er Jahren gänzlich verschwunden. Das Kriegsvolk hatte sie alle geraubt und auch das gesamte Saatkorn mitgenommen. Dabei handelte es sich eindeutig um Rechtsbruch, da Lippe neutral war. Es hatte sich durch eine erhebliche Kontribution davon freigekauft, von den kaiserlichen Truppen besetzt zu werden. Die Geldzahlung wurde von den ohnehin schon verarmten Untertanen eingetrieben. In Almena wurde mancher Hof niedergebrannt. Es dauerte über ein Jahrhundert, bis sich die Bewohner wieder davon erholten. Die Soldaten schonten auch die Geräte der Kirchen nicht. Überall, so auch in Almena, raubten sie die Abendmahlskelche.
1629 konnte der Kaiser mit seinem geheimen Ziel, der Rekatholisierung Deutschlands, beginnen. In die Klöster Rinteln und Möllenbeck zogen Benediktinermönche ein, die den Kampf gegen die evangelische Lehre aggressiv aufnahmen. 1631/32 kamen die Kaiserlichen erneut ins Wesertal und nahmen hier wieder ihr Winterquartier. Der besonders gefürchtete General von Pappenheim residierte auf der Burg Sternberg.
Im Februar 1632 erschienen die protestantischen Schweden unter Herzog Georg von Braunschweig im Wesertal. Am 2. März siegten sie in der Schlacht bei Rinteln, am 28. Juni in der Schlacht bei Hameln. Damit war die Bedrängnis der Protestanten in der Grafschaft Schaumburg beendet und die Mönche verließen Rinteln. Schaumburg und Lippe gehörten zu den Ländern, die am schwersten vom Krieg getroffen wurden. Die Einwohnerzahl Almenas ist von 316 im Jahre 1617 auf 229 im Jahre 1648 gefallen.

### Spinner und Weber in Almena

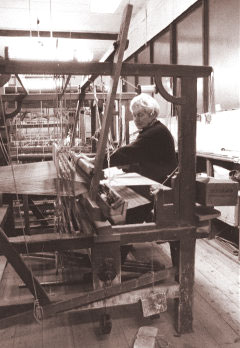
Websaal des aktiven Museums der Handweberei Geltow

Über 300 Jahre bildete das Leinengewerbe die Lebensgrundlage des Dorfes. Für die Mehrzahl der Bewohner Almenas waren Weben und Spinnen zum Lebensunterhalt wichtiger als die Landwirtschaft. Das Textilgewerbe als Lebensgrundlage Almenas wird erstmals 1641 in den Gogerichtsakten bezeugt. Damals waren auf mindestens 23 Kolonaten Spinner tätig und auch Kinder und alte Menschen konnten am Erwerbsleben der Familie teilnehmen. Viele Kleinkolonate hatten in dieser Zeit noch nicht einmal einen Garten, so dass durch die Kombination von Spinnen und Weben eine Lebensgrundlage gegeben war.
Die Verwandlung Almenas aus einem Bauerndorf in ein Dorf der Spinner und Weber wurde nicht durch den Handel mit den benachbarten Städten bewirkt. Im 16. Jahrhundert hatten niederländische Kaufleute die besonders gute Qualität des Flachses in der Grafschaft Ravensberg entdeckt und die Bevölkerung zum Spinnen und Weben für den Großhandel ermutigt. Es war in erster Linie die Dorfbevölkerung, die in diese Bewegung hineingezogen wurde, waren Spinnen und Weben ihnen doch von Kindheit an vertraut. Offenbar war die Notwendigkeit einer Beschäftigung für die meisten Bewohner der Dörfer so dringlich, dass Ravensberg in kurzer Zeit zu einem vollständig von der Hausindustrie bestimmten Land wurde. Sehr rasch griff diese Bewegung auf Lippe über, schuf einen zusammenhängenden Wirtschaftsraum zwischen Teutoburger Wald und Weser, erreichte bald auch Almena und verwandelte es. Von den 38 Hausstellen, die 1614 bestanden, waren nur 14 zur Selbstversorgung mit Grundnahrungsmitteln in der Lage, für 24 Kolonate jedoch bildete die Tätigkeit für den Leinenmarkt die Lebensgrundlage.
Der Aufschwung des Leinengewerbes im 19. Jahrhundert führte auch in Almena zu einem Anstieg der Zahl der Hausweber. So hat hier wie überall die moderne Fabrik zunächst die Hausindustrie verstärkt. Als 1861 die erste lippische Gewerbezählung durchgeführt wurde, gab es 42 Webermeister, also selbständige Hausweber, in Almena, das damals 59 Hausstellen besaß. Auf fast jedem Kleinkolonat stand also ein Webstuhl. Im gesamten Amt Varenholz arbeiteten 118 Weber, von denen 35 % auf Almena entfielen. Damit dürfte Almena Zentrum der gesamten Textilindustrie des Amtes gewesen sein. Um 1800 gab es erst rund 28 Webstühle in Almena, also muss der rasante Anstieg erst danach erfolgt sein. Der Höhepunkt dieser alles wirtschaftliche Leben in Lippe befruchtenden Hochkonjunktur der Hausweberei lag zwischen 1833 und 1838. Mit dem Jahre 1840 begann allerdings schon der unaufhaltsame Abstieg der Hausweberei und um 1860 zerfiel die Hausindustrie völlig und überließ dem mechanischen Webstuhl das Feld. Für die Almenaer Weber dürfte das Ende mit dem Übergang Bielefelds zum Fabriksystem 1851 begonnen haben.

### Jüdisches Leben in Almena
Bis etwa 1786 war das Dorf religiös einheitlich. Alle Einwohner gehörten der evangelisch-reformierten Kirche an. Dies war das Ergebnis des landesherrlichen Kirchenregiments, das seit 1555 den Bekenntnisstand der Untertanen nach dem Grundsatz Cuius regio eius religio (wessen das Land, dessen die Religion) bestimmte. Gänzlich außerhalb des landesherrlichen Kirchenregiments standen natürlich die Juden. Die christliche Kirche hat nämlich Zwangstaufen der Juden fast immer abgelehnt.
Der erste Jude, der sich in Almena 1786 niederließ, war Meyer Nathan aus Lüdenhausen. Er wohnte auf einem Almenaer Kolonat als Einlieger und trat mehrfach als Kreditgeber auf. Er war, wie viele seiner Glaubensbrüder, als Händler mit gebrauchten Kleidungsstücken, alten Öfen, Fellen und dergleichen tätig. Auf Meyer Nathan folgte in seinem Gewerbe 1828 sein Schwiegersohn Wolf Samuel Rosenthal. Dieser handelte wie sein Schwiegervater mit gebrauchten Gegenständen, wie er 1850 zu Protokoll gab. Damals erhielten die Juden volle bürgerliche Gleichberechtigung. Sein Enkel Isaak Rosenthal war eine der bemerkenswertesten Gestalten der Almenaer Geschichte. 1880 konnte die Familie Rosenthal ein eigenes Kolonat (Nr. 80) bauen. Es handelt sich um die heutige Schlachterei Hannover. Das Haus war bis zum Verkauf 1937 im Familienbesitz. Isaak Rosenthal war Pferdehändler. Seine Beliebtheit bei der Almenaer Bevölkerung zeigte sich besonders darin, dass er bis 1918 dem Gemeindeausschuss angehörte. In der zweiten Hälfte des 19. Jahrhunderts war bei den Almenaern offenbar jede Judenfeindlichkeit verschwunden. Dies entsprach dem allgemeinen Trend des Kaiserreiches. Die Juden galten damals als deutsche Bürger jüdischen Glaubens. Isaak Rosenthal machte den Eindruck eines liberalen, emanzipierten Juden, der bemüht war, sich völlig seiner Umgebung anzupassen. 150 Jahre lang hatte die Familie Alberg-Rosenthal am Leben in Almena Anteil genommen. Mit dem Verkauf ihres Hauses im Jahr 1927 verschwand sie rechtzeitig aus Deutschland, zog nach Argentinien und entging so der physischen Vernichtung durch die Nationalsozialisten.

### Auswanderung nach Amerika

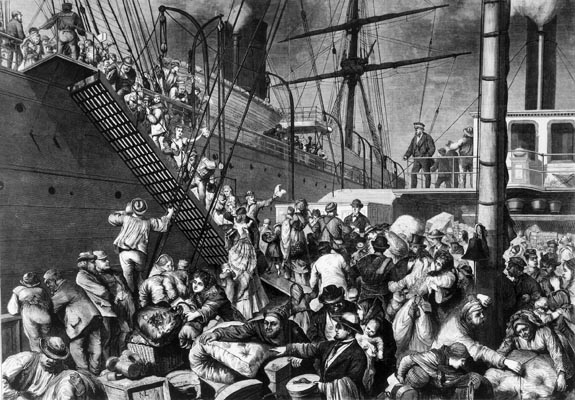
Deutsche Emigranten gehen an Bord eines in die USA fahrenden Dampfers (um 1850)

In den USA konnte sich im 19. Jahrhundert das Unternehmertum frei entfalten, ohne Rücksicht auf staatliche Eingriffe. Die Löhne, die von den amerikanischen Unternehmern gezahlt wurden, lagen damals immer erheblich über denen, die in den europäischen Industrieregionen üblich waren. Es ist klar, dass das Land mit seinem großen Bedarf an Arbeitskräften eine gewaltige Anziehungskraft auf die Bewohner der unterentwickelten Regionen in Europa ausübte. So kamen zwischen 1846 und 1854 2,8 Millionen Einwohner aus Europa, wo zum Beispiel die arbeitslosen Handweber in großem Elend lebten.
Ungefähr 10.000 Personen haben bis 1877 das Fürstentum Lippe in Richtung Amerika verlassen. Auch viele Almenaer sind damals dem Ruf in die Neue Welt gefolgt. Dies war ein großes Risiko, denn Amerika kannte damals keine sozialen Absicherungen. Wer versagte, konnte keinen Anspruch auf staatliche Hilfe stellen. Aber Not und Elend waren in der Krisenzeit so groß, dass viele das Wagnis der Auswanderung weniger fürchteten als die scheinbar ausweglose Armut in Almena. Man weiß mit einer Ausnahme allerdings nichts über ihr Ergehen in der Neuen Welt.

### Almena im Zeitalter der Ziegler
Im Jahre 1862 befand sich Almena in der Übergangsphase vom Weber- zum Zieglerdorf. Eine Zählung aus diesem Jahr ergab, dass in dem Dorf bereits 58 Wanderziegler wohnten, darunter 3 Ziegelmeister. Es waren überwiegend Einlieger, das heißt Anerben und jüngere Söhne der Kolone. Diese selbst waren damals noch weitgehend als Leineweber tätig. Der Übergang vom Weber- zum Zieglerdorf hat sich in Almena offenbar in der Form eines Generationenwechsels vollzogen.
Zu diesem Zeitpunkt gab es in Lippe ungefähr 8000 Wanderarbeiter. Der Zieglerberuf war kein zunftmäßiges Handwerk, das eine vorgeschriebene Lehrzeit voraussetzte. Genau diese Tatsache dürfte den Lippern diese Arbeit attraktiv gemacht haben. Die Möglichkeit ein Handwerk zu erlernen, hatten nämlich damals nur wenige. Der Ziegeleibesitzer zahlte in der Regel einen vorweg ausgemachten Satz für jeweils 1000 Steine und übernahm deren Verkauf auf eigenen Rechnung. Die Lipper teilten daraufhin die gesamten Gelder nach Abzug der Ernährungskosten anteilig auf und erhielten im Schnitt 100 bis 150 Taler am Ende der Arbeitsperiode.

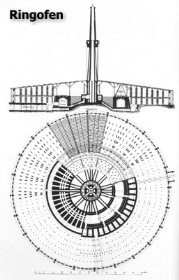
Bauplan eines Ringofens

In Almena entstand in dieser Zeit das typische Zieglerkolonat, das an das alte Weberkolonat anknüpfen konnte. Der eigene Garten und die eigene kleine Landwirtschaft lieferten die notwendigen Lebensmittel. Die Bestellung von Feld und Garten lag bei der Zieglerfrau. Ein Teil der Kolonate waren Kuhbauernstellen, während auf anderen die landwirtschaftlichen Arbeiten von Bauern vorgenommen wurden. Dafür mussten die Frauen der Ziegler während der Ernte auf dem Hof arbeiten. Ohne diese Leistungen der Frauen wäre ein Zieglerkolonat nicht zu erhalten gewesen.
Der Lebensunterhalt der Ziegler in der Fremde musste natürlich so gering wie möglich gehalten werden, um möglichst viel Bargeld mit nach Hause nehmen zu können. Dies war möglich durch die gemeinsame Unterbringung und gemeinschaftliche Verpflegung meist mit Erbsen und Speck. So floss ein ständiger Geldstrom aus den Industrieregionen ins Dorf. Allein durch diesen Geldtransfer ist die Besiedelung des Almenaer Berges seit 1850 überhaupt erst möglich gewesen. Von 1880 bis 1914 stieg dann die Anzahl der Hausstellen von 74 auf 114 an. 1890 begann man auch entlang der Fütiger Straße neue Kolonate zu gründen.
Im Jahr 1890 wurde in Almena auf dem Gelände des Hofes Nr. 6 die Katersche Ziegelei mit Ringofen begründet. Hier fanden rund 20 heimische Ziegler Arbeit und waren damit von der saisonalen Wanderschaft befreit. Seit dieser Zeit verschwand die Fachwerkbauweise fast völlig aus Almena, denn neue Häuser wurden nur noch in Massivbauweise errichtet. Zwischen 1819 und 1914 wurde in Almena durchschnittlich eine neue Hausstelle im Jahr begründet. Auch konnte sich von 1890 an wegen des im Dorf fließenden Geldes das Handwerk stärker entfalten als bisher. Ohne die Ziegler hätten diese Handwerker nicht bestehen können.

### Weimarer Republik (1918–1933)

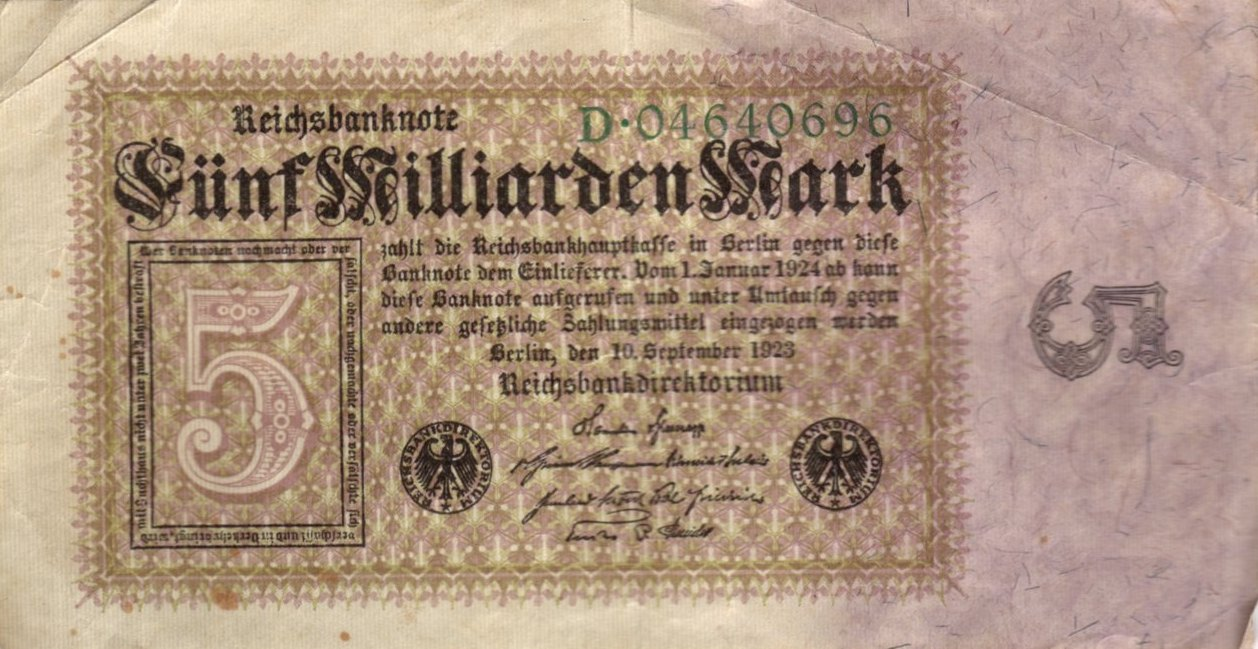
Reichsbanknote: 5 Milliarden Mark am 10. September 1923

Am 11. November 1918 unterzeichneten Deutschland und Frankreich den Waffenstillstand von Compiègne und beendeten den Ersten Weltkrieg. Am 2. Februar 1919 fand in Almena die erste wirkliche demokratische Kommunalwahl statt, bei der im Gegensatz zum Dreiklassenwahlrecht jede Stimme das gleiche Gewicht hatte und auch erstmals Frauen an der Wahl teilnehmen konnten. Es beteiligten sich zwei Gruppen: Die Sozialdemokratie, die bisher wegen des nach Einkommensgröße gestaffelten Wahlrechts kommunalpolitisch nicht in Erscheinung treten konnte, und eine Bürgerliche Liste, in der sich konservative Persönlichkeiten aus verschiedenen Parteien zusammengeschlossen hatten. Führende Vertreter der SPD waren Heinrich Wieneke (Nr. 82) und Wilhelm Bierhenke (Nr. 117). Die bürgerliche Liste wurde geführt von Heinrich Knopsmeier (Nr. 4) und Heinrich Siek (Nr. 28). Beide Gruppierungen bildeten bis 1932 die einzigen Parteien im Almenaer Kommunalparlament, das also von der für die neue Republik kennzeichnenden parteipolitischen Zersplitterung verschont blieb. Aus den Wahlen 1919 ging die SPD als führende Kraft mit absoluter Mehrheit hervor. Sie errang 7 von 12 Ausschusssitzen und konnte diese Stellung bis 1932 behaupten. Zum Vorsteher wurde Heinrich Wieneke gewählt, der dieses Amt bis zum Wahlsieg der NSDAP 1932 verwaltete.
Die Geschichte der Republik war eine Geschichte aufeinander folgender Krisen, die Almena in vielfältiger Weise in Mitleidenschaft zogen. Hier ist vor allem die 1920 einsetzende Inflation zu nennen. Durch die Geldentwertung wurden die Mittelschichten durch die Vernichtung ihrer Guthaben ruiniert, das Lohnniveau der Arbeiter sank gegenüber der Zeit von 1914 erheblich. Nach kurzfristiger Erholung der Wirtschaft setzte 1929 die große Weltwirtschaftskrise ein, die die Zahl der Arbeitslosen in Deutschland auf 6 Millionen ansteigen ließ.

### Nationalsozialismus (1933–1945)
Am 15. Februar 1932 wurde ein neuer Gemeinderat verpflichtet, dessen neun Mitglieder offenbar mehrheitlich bereits Nationalsozialisten waren. Ob sie reguläre Parteimitglieder, Mitglied anderer NS-Gruppierungen oder vorerst nur Sympathisanten waren, ist heute nicht mehr feststellbar. Nach der Machtergreifung erschienen sie in den Protokollen mit der Bezeichnung Pg. – Parteigenosse. Sie wählten mit einer Stimme Mehrheit Heinrich Siek zum Vorsteher. Auch die beiden Beigeordneten waren Nationalsozialisten. Zu ihnen gehörte der Ortsgruppenleiter der NSDAP, August Korf. In den beiden Beigeordnetenwahlen unterlag jeweils der Ortsvereinsvorsitzende der SPD, Bierhenke, mit 4 Stimmen. Wenn man so will, fand die Machtergreifung in Almena also schon ein Jahr früher als anderswo statt.

#### Wahlergebnis in Almena
| Partei                    | Stimmen 15. Januar 1933 | Stimmen 6. Januar 1929 |
| ------------------------- | ----------------------- | ---------------------- |
| NSDAP                     | 214                     | 4                      |
| SPD                       | 205                     | 177                    |
| Evangelischer Volksdienst | 26                      | -                      |
| DNVP                      | 24                      | 20                     |
| KPD                       | 20                      | 17                     |
| Deutsche Staatspartei     | 9                       | 40                     |
| DVP                       | 2                       | 20                     |
| Lippisches Landvolk       | 1                       | 40                     |

Das Ergebnis zeigt, dass in Almena die bürgerliche Mitte (DVP, Deutsche und Lippisches Landvolk) ihre Wähler fast vollständig an die NSDAP verlor. Die Kommunisten konnten nur geringfügig Gewinne verzeichnen und die SPD ihr Wählerpotenzial erhalten. Die Nationalsozialisten dagegen hatten die Stimmen auf Landesebene schlagartig vervierfacht.
In Almena gab es also schon vor der Machtergreifung 1933 zahlreiche Parteimitglieder oder -anhänger der NSDAP. Über ihr Auftreten und ihre Aktivitäten ist nur wenig bekannt. Zeitzeugen erinnern sich, dass bei Fahrradtouren des Radfahrvereins schon 1930 Parteiabzeichen auftauchten. Es gab ein SA-Lokal im Ort, die Gastwirtschaft Korf. Anfangs hatte die SA etwa 4–5 Mitglieder, später stieg die Zahl auf etwa 30.

#### Veränderung im alltäglichen Leben
Auch in Almena gab es Spitzel, Aufpasser und Denunzianten. Es wird von Hausdurchsuchungen bei Mitbürgern berichtet, bei denen angeblich nach Waffen gesucht wurde, man in Wirklichkeit aber belastendes Material zu finden hoffte, weil diese Mitbürger anderen Parteien, vor allem der SPD, angehört hatten und vermutet wurde, dass das immer noch der Fall sei. So entstand ein Klima des Misstrauens, in der jeder jedem auf die Finger sah und vor jedem auf der Hut war. Ein unbedachtes Wort hätte nachteilige Folgen haben können. Die Nazis machten Ernst mit der Drohung, mit ihren Gegnern aufzuräumen. Die Auswirkungen der nationalsozialistischen Machtergreifung waren in Almena nicht anders als im übrigen Reich. Auch der Alltag der Volksgenossen sollte möglichst gleichgeschaltet werden, die Volksgemeinschaft war das Ziel, ein Volk, das im Gleichschritt marschierte.

### Zweiter Weltkrieg

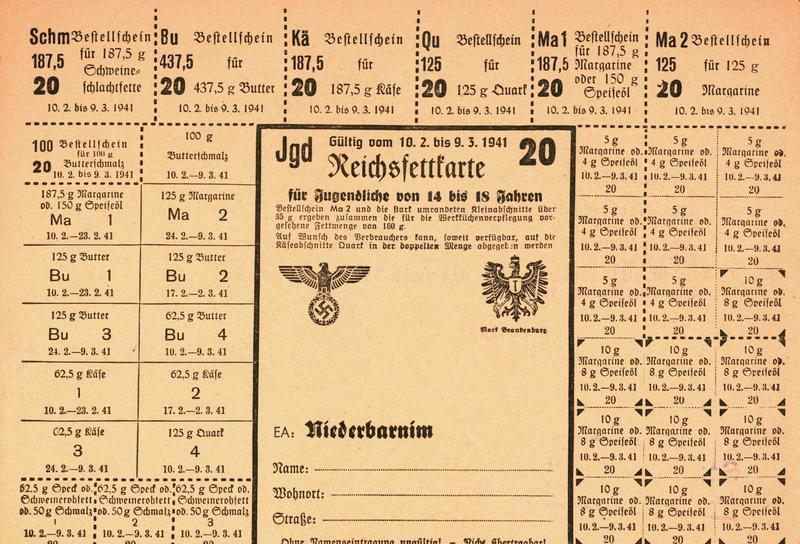
Lebensmittelkarte für Jugendliche aus dem Jahr 1941

Als am 1. September 1939 der Krieg begann, wurde die Lebensmittelrationierung eingeführt. Die Waren waren für den täglichen Bedarf nur noch gegen Lebensmittelmarken zu bekommen. Es wurde eine Abgabepflicht für alle die Selbstversorgung überschreitenden Produkte eingeführt. Für die meisten Kolonate des Dorfes, die nur eine geringe Anbaufläche und wenig Möglichkeiten der Viehhaltung besaßen, bedeutete das vor allem eine scharfe Kontrolle der Schweinehaltung, während die Ziegen niemals staatlich bewirtschaftet wurden. Da die Almenaer selbst stets an Selbstversorgung gewohnt waren, war die Rationierung für sie keine besonders einschneidende Maßnahme. Allerdings sind mehrfach Schweine durch die Mithilfe der örtlichen Hausschlachter schwarz geschlachtet worden. Ein Landwirt aus der unmittelbaren Nachbarschaft wurde für das Schwarzschlachten in eine Strafkompanie versetzt.
Eine weitere Sofortmaßnahme war die Pflicht zur Verdunkelung, um feindlichen Flugzeugen kein Ziel zu bieten. Dies wurde von den örtlichen Parteibeauftragten überwacht. Für die Warnung vor Luftangriffen stand die handbetriebene Sirene der Feuerwehr zur Verfügung.
Bereits am ersten Tag des Krieges fiel Gerhard Begemann (Nr. 82), dessen Vater Heinrich Begemann, ein Schwiegersohn des Ortsvorstehers Heinrich Wieneke, auch der erste Kriegstote im Ersten Weltkrieg gewesen ist. Anders als in diesem Krieg ist aber in der Zeit der Blitzkriege kein weiterer Mann Almenas gefallen. Dies änderte sich, als die deutsche Führung am 22. Juni 1941 Russland angriff. Wenn man davon ausgeht, dass alle Vermissten tot sind, dann hat Almena 105 Gefallene zu beklagen.

#### Verluste aus Almena
| Jahr           | Gefallene | Vermisste |
| -------------- | --------- | --------- |
| 1941 (ab Juni) | 9         | -         |
| 1942           | 10        | -         |
| 1943           | 9         | 10        |
| 1944           | 20        | 12        |
| 1945 (bis Mai) | 15        | 19        |

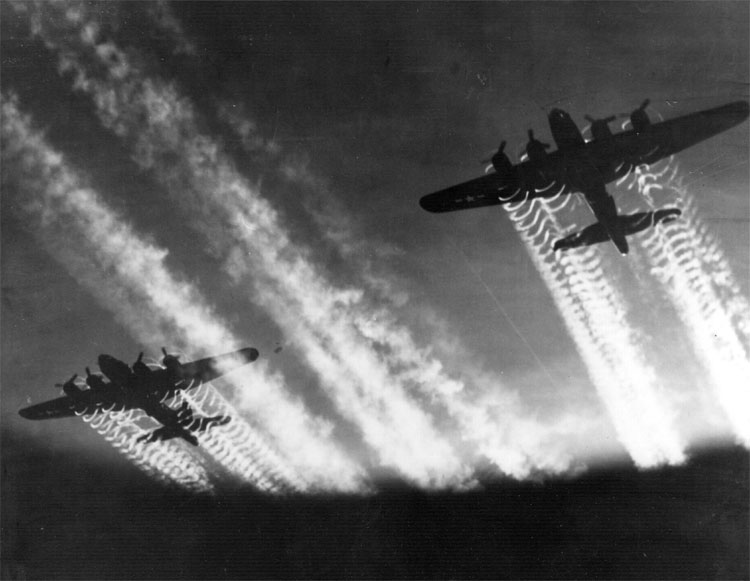
US-Bomber über Deutschland

Almena war nie Ziel eines Luftangriffs. Allerdings warfen Flugzeuge mit Phosphor gefüllte Brandplättchen ab, um das Getreide in Brand zu stecken. Sie wurden von den Schülern eingesammelt, ebenso wie abgeworfene Flugblätter, die die Moral der Bevölkerung untergraben sollten. Die wenigen Bomben, die von 1943 an in der Umgebung Almenas fielen, waren alle Notabwürfe. 1943 konnte ein Luftkampf beobachtet werden, bei dem ein feindliches Flugzeug in die Schlucht am Hamsterbach bei Rohbraken stürzte. Der Pilot rettete sich mit dem Fallschirm. Er landete am Siekbach auf dem Gelände der heutigen Turnhalle. Dabei brach er sich ein Bein und wurde von zwei Almenaern, Heinrich Humke und Heinrich Falke, in den Saal des Lindenkrugs gebracht, bis er von deutschen Soldaten abgeholt wurde. 1944/45 gab es wiederholt Luftalarm, wenn die Verbände die Nachbargroßstädte Bielefeld, Paderborn, Hannover oder Kassel bombardierten.
1943 hatten großangelegte Luftangriffe auf das Ruhrgebiet begonnen. Die Fliegergeschädigten wurden auf dem Land evakuiert, so auch in Almena. Wo es irgend möglich war, wurde vom Bürgermeister für die Opfer des Bombenkrieges, die meist all ihr Hab und Gut verloren hatten, Wohnraum beschlagnahmt. Die Transporte kamen vor allem aus dem Raum Gelsenkirchen und Recklinghausen. Insgesamt musste das Dorf über 150 Evakuierte aufnehmen, eine stattliche Zahl, wenn man bedenkt, das Almena damals nur 148 Hausstellen besaß.
Im Herbst 1944 nahmen die Tiefangriffe durch alliierte Jagdbomber im Reichsgebiet zu. Sie erschienen besonders bei klarem Wetter, um die deutschen Verkehrsanlagen zu zerstören. 1945 griffen sie ebenfalls die mit Tarnfarben gestrichene Extertalbahn bei Bremke an.

#### Kriegsende in Almena
Am 29. März 1945, Gründonnerstag, näherte sich von Süden her die 2. US-Panzerdivision. Die Panzerspitzen der Alliierten hatten die südlichen Hänge des Teutoburger Waldes bei Werther erreicht. In den folgenden Tagen überwanden sie den Bergzug auf mehreren Pässen und drangen nach Lippe vor. Am 4. April hatten die Amerikaner die Stadt Lemgo eingenommen und stießen nach Barntrup vor.
An diesem Tag baute der Volkssturm, der aus Veteranen und Hitlerjungen bestand, zwei Panzersperren am Friedhof. Zugleich wurden Panzerfäuste ausgegeben. Allerdings war vom Generalkommando keine besondere Verteidigungsanstrengung für den Raum des Exter- und Kalletales vorgesehen. Der Hauptwiderstand der Deutschen richtete sich gegen die 5. US-Panzerdivision, die entlang der Weser vorstieß. Hier glaubte man, den Vormarsch der Alliierten stoppen zu können. Am Mittwoch, dem 4. April 1945, wurden in Rinteln um 16 Uhr die Weserbrücke und die kleine Brücke am Fockenkamp unter Sirenengeheul gesprengt, um die Verbindung zwischen dem umkämpften Gebiet nördlich der Weser und dem von den Alliierten bereits eroberten Bereich südlich des Stromes zu unterbinden.
Wie die anderen Orte im Almenaer Bereich wurde am 4. April nachmittags auch Almena kampflos besetzt. Bürgermeister Siek und die anderen bekanntesten Nazis hatten zuvor Almena fluchtartig verlassen und sich in Bistrup versteckt. Der Leiter der Volkssturmabteilung, Simon Frevert, ließ die Panzersperren gar nicht erst schließen, um das Dorf nicht in Gefahr durch alliierten Beschuss zu bringen. Der Volkssturm trat zum Kampf nicht an. Auf den Rat des Ortsbauernführers Wilhelm Sandmann hin blieb auch die Hitlerjugend zu Hause.
Inzwischen hatten viele Almenaer alle möglicherweise belastenden Gegenstände, wie Uniformen, Fahnen, Waffen und sogar Fotografien und Bücher, vergraben oder auf andere Weise versteckt und Bettlaken als Weiße Fahne zum Zeichen der Kapitulation an ihren Häusern befestigt.

### Nachkriegszeit
Nach der bedingungslosen Kapitulation am 8. Mai 1945 wurde Lippe der britischen Besatzungszone zugeschlagen. Der Oberbefehlshaber der britischen Streitkräfte in Deutschland wurde als Commander in Chief auch oberste politische Instanz der britischen Zone. Die Streitkräfte residierten auf Gut Rickbruch in unmittelbaren Nachbarschaft zu Almena.
In der Gemeinde Almena lag die Verantwortung für die Verwaltung anfangs bei dem von der Besatzungsmacht ernannten Bürgermeister. Es war zunächst Friedrich Grote, der bald durch den Ziegler Heinrich Lesemann abgelöst wurde. Stellvertreter des Bürgermeisters wurde der Schuhmachermeister Heinrich Brand. Zu Landtagswahlen kam es in Lippe nicht mehr, weil das Land auf Befehl der Militärregierung durch Ordonance No.77 am 21. Januar 1947 aufgelöst wurde und Bestandteil des im Jahr zuvor aus den Provinzen Westfalen und den nördlichen Teil der Rheinprovinz gebildeten Landes Nordrhein-Westfalen wurde.
Der Bürgermeister hatte von 1945 bis 1948 zahlreiche Heimatvertriebene auf den Almenaer Kolonaten unterzubringen. Damals war die Einwohnerzahl des Dorfes um über die Hälfte gestiegen. Es gab aber nur 148 Kolonate. Bei der herrschenden strengen Wohnraumbewirtschaftung musste der Bürgermeister überall Wohnungen beschlagnahmen, um die Heimatvertriebenen unterzubringen. Die Einheimischen wurden auf den notwendigsten Wohnraum beschränkt. Hieraus erwuchs die dringende Verpflichtung für die Gemeinde, für neuen Wohnraum zu sorgen.

#### Anfänge des Fremdenverkehrs in Almena
1912 war in Almena das Christliche Erholungsheim Wieneke errichtet worden, der erste Fremdenverkehrsbetrieb im Extertal. Damals befand man sich in der Frühzeit des modernen Massentourismus. Das deutsche Mittelgebirge als Ziel von Urlaubsreisen wurde erst entdeckt, als auch die Mittelschichten das Bedürfnis nach der Sommerfrische, wie man den Urlaub damals nannte, entdeckten. Bei der Begründung des Fremdenverkehrs im Extertal hat Heinrich Wieneke sich als Pionier betätigt. Ihm folgte 1925 der Kaufmann Schröder, bald darauf auch der Gastwirt Rinne. Auch in den Nachbarorten entstanden damals Fremdenpensionen.
Aber erst in den 1950er Jahren wurde das Leben des Dorfes wirklich vom Fremdenverkehr geprägt. In dieser Zeit wurde der Urlaub zu einem selbstverständlichen Bedürfnis für alle Schichten der Bevölkerung, weil in den Industriestaaten eine sprunghafte Steigerung des Wohlstandes die Freizeitgestaltung der Menschen völlig verändert hatte. Die Entwicklung des modernen Massentourismus sollte auch für Almena genutzt werden. Um die Voraussetzungen hierfür zu schaffen, wurde 1953 der Heimat- und Verkehrsverein begründet.

#### Großgemeinde Extertal
Am 31. Dezember 1968 ging für Almena die seit dem späten Mittelalter bestehende kommunale Selbständigkeit zu Ende. Seit dem 1. Januar 1969 gehört Almena mit den Weilern Berg, Bistrup, Malmershaupt und Schneppel zur neu gegründeten Gemeinde Extertal. Almena besaß nur noch zwei, später drei Ratsmitglieder, während es in der Zeit der Selbständigkeit 13 gewesen waren. Almena brachte in die Großgemeinde eine Reihe von Einrichtungen ein, die in anderen Dörfern erst geschaffen werden mussten. Es hatte bereits seit 1952 eine eigene Wasserleitung, seit 1962 eine eigene Kanalisation und seit 1968 einen Kindergarten.

## Ortsname
Neben der Erstnennung als Adelelbernecthorp zum Ende des 12. Jahrhunderts sind folgende Schreibweisen im Laufe der Jahrhunderte ebenfalls belegt: Almena (1348), Almyna (1359), Almelo (um 1510), Almyne (1536), Almena (1562, im Landschatzregister), Allmina, Allmnahe, Allmna und Allminahe (um 1614/1615, in den Salbüchern), Almena (1638, im Lemgoer Bürgerbuch) sowie Almenau (um 1758).

## Einwohnerentwicklung
| Jahr      | 1860 | 1939 | 1962 |
| Einwohner | 567  | 807  | 1101 |
| --------- | ---- | ---- | ---- |

## Infrastruktur

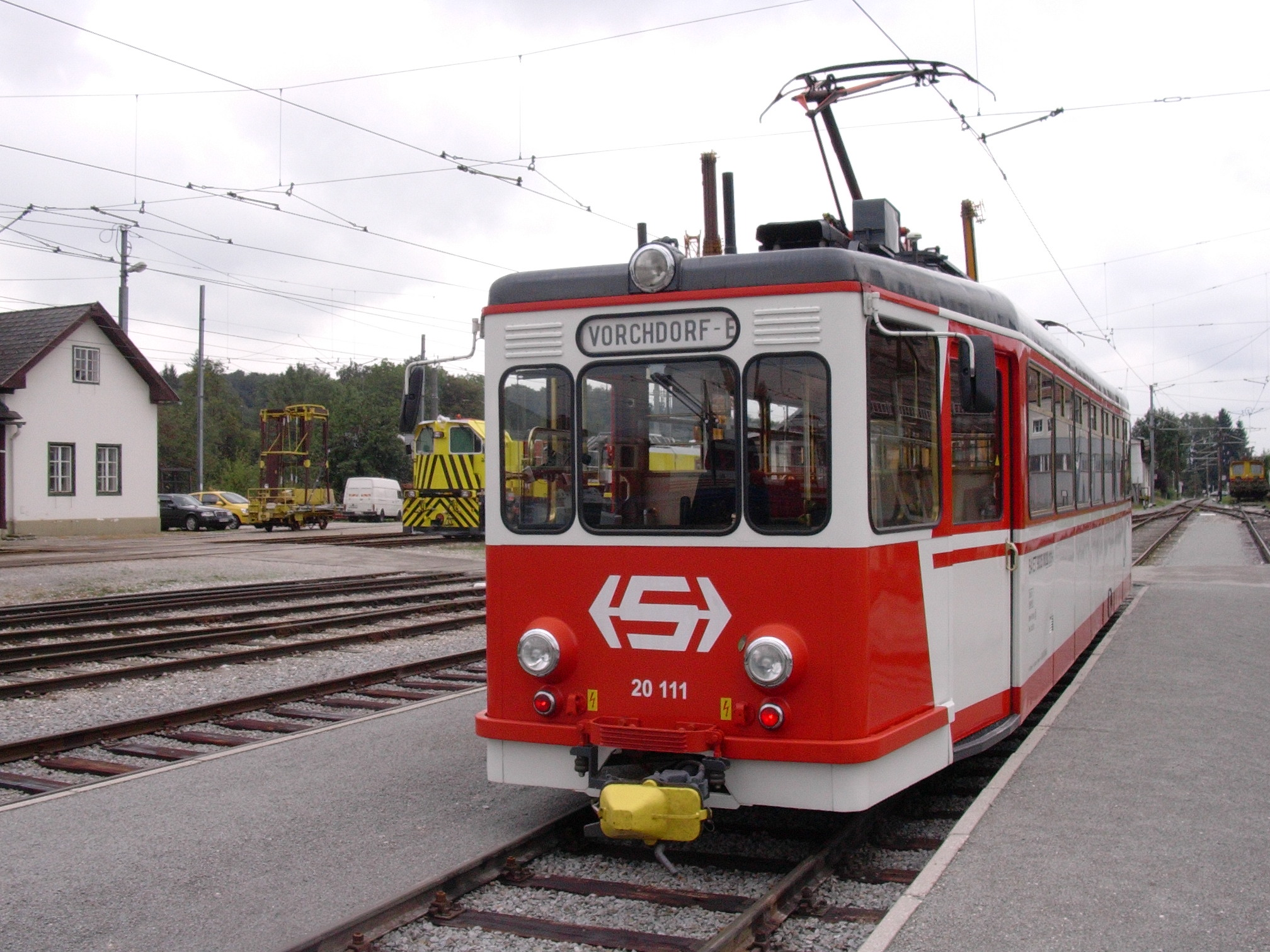
Ehemaliger Triebwagen 5 der Extertalbahn, nun auf der österreichischen Lokalbahn Lambach–Vorchdorf-Eggenberg im Einsatz

Östlich von Almena verläuft die in den Jahren 1968/1969 erbaute Extertalstraße. Das Dorf selbst liegt im Schnittpunkt mehrerer Kreis- und Landesstraßen. Zu den Nachbarorten bestehen regelmäßige Busverbindungen. Außerdem gibt es eine direkte Busverbindung nach Lemgo und nach Rinteln. Die erst 1927 vollendete und elektrisch betriebene Extertalbahn mit eigenem Bahnhof in Almena (östlich der Ortschaft) wurde inzwischen auf diesem Streckenabschnitt wieder stillgelegt und wird heute als Draisinenstrecke genutzt. Die nächsten Bahnstationen befinden sich in Rinteln, Lemgo, Herford, Bielefeld und Hannover. In der etwa 70 km entfernten niedersächsischen Landeshauptstadt Hannover befindet sich der nächste überregionale Flughafen.

## Kultur und Sehenswürdigkeiten

### Der Almenaer Michaelismarkt
Auch ältere Bürger des Dorfes wissen nicht mehr, dass es früher in Almena einen Jahrmarkt gegeben hat. Er fand am letzten Sonntag des Septembers statt und war, nach den Angaben des Protokollbuchs der Gemeinde Almena zu urteilen, damals in erster Linie ein Viehmarkt. Er wurde wegen der um 1911/12 grassierenden Maul- und Klauenseuche damals eingestellt. Zu einer Wiederaufnahme ist es nach dem Ersten Weltkrieg dann nicht mehr gekommen.
Dieser Jahrmarkt muss eine lange Geschichte gehabt haben. In den Gogerichtsakten wird er bereits 1660 als Michaelismarkt erwähnt, weil er am Sonntag nach dem Fest des Heiligen Erzengels Michael, dem 29. September, abgehalten wurde. Damals war es ein ausgesprochener Krammarkt, es ist von Ständen die Rede, in denen Kaufleute aus Rinteln und Lemgo ihre Waren feilboten. Es wurden allerlei Gegenstände des täglichen Bedarfs verkauft. Die Besucher des Jahrmarktes stammten damals aus der näheren Umgebung des Dorfes, aus Laßbruch, Meierberg, Bremke und Silixen.

### Der heutige Markt
An jedem Samstag vor Totensonntag im November findet der schon traditionell gewordene Herbstmarkt des statt. Bereits seit 1995 findet er mit Hilfe der Marktbeschicker und der örtlichen Vereine im Dorf statt. Zuerst im Dorfmittelpunkt, doch seit 2005 rund um das Dorfgemeinschaftshaus an der Fütiger Straße. Es werden neben weihnachtlichen Bastel- und Dekorationsartikeln vor allem kulinarische Waren angeboten. Außerdem runden einige örtliche Vereine das Rahmenprogramm ab. Im Dorfgemeinschaftshaus befindet sich die Cafeteria mit selbstgebackenen Torten, Kuchen und Kaffee.

### Bauwerke

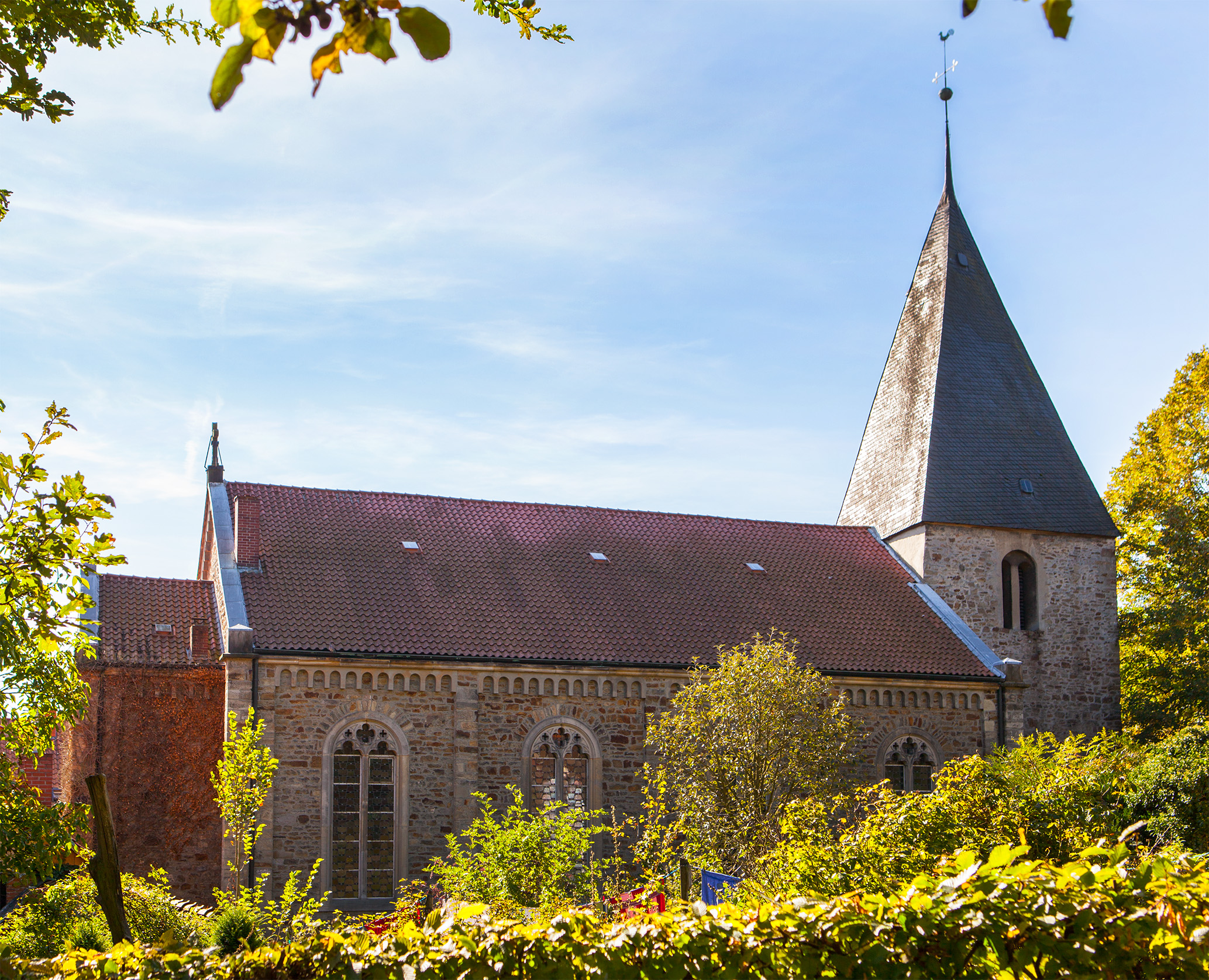
Die evangelische Kirche 2013

- Evangelisch-reformierte Pfarrkirche. Die aus dem 12. Jahrhundert stammende romanische Kirche ist im Laufe der Zeit immer baufälliger geworden. 1865 wurde dann das Kirchenschiff neu errichtet und durch eine neugotische Stufenhalle nach Plänen von Ferdinand Ludwig August Merckel ersetzt. Vom Ursprungsbau blieb nur der quadratische Westturm erhalten. Sie ist wie alle Kirchen des Mittelalters als Wehrkirche in Ost-West-Richtung erbaut. Bis zur Reformation unterstand der Priester dem Bischof von Minden. 1605 wurde die Einführung des reformierten Glaubens von Graf Simon VI. befohlen. Bis 1780 wurden alle Toten des Ortes rund um die Kirche begraben.

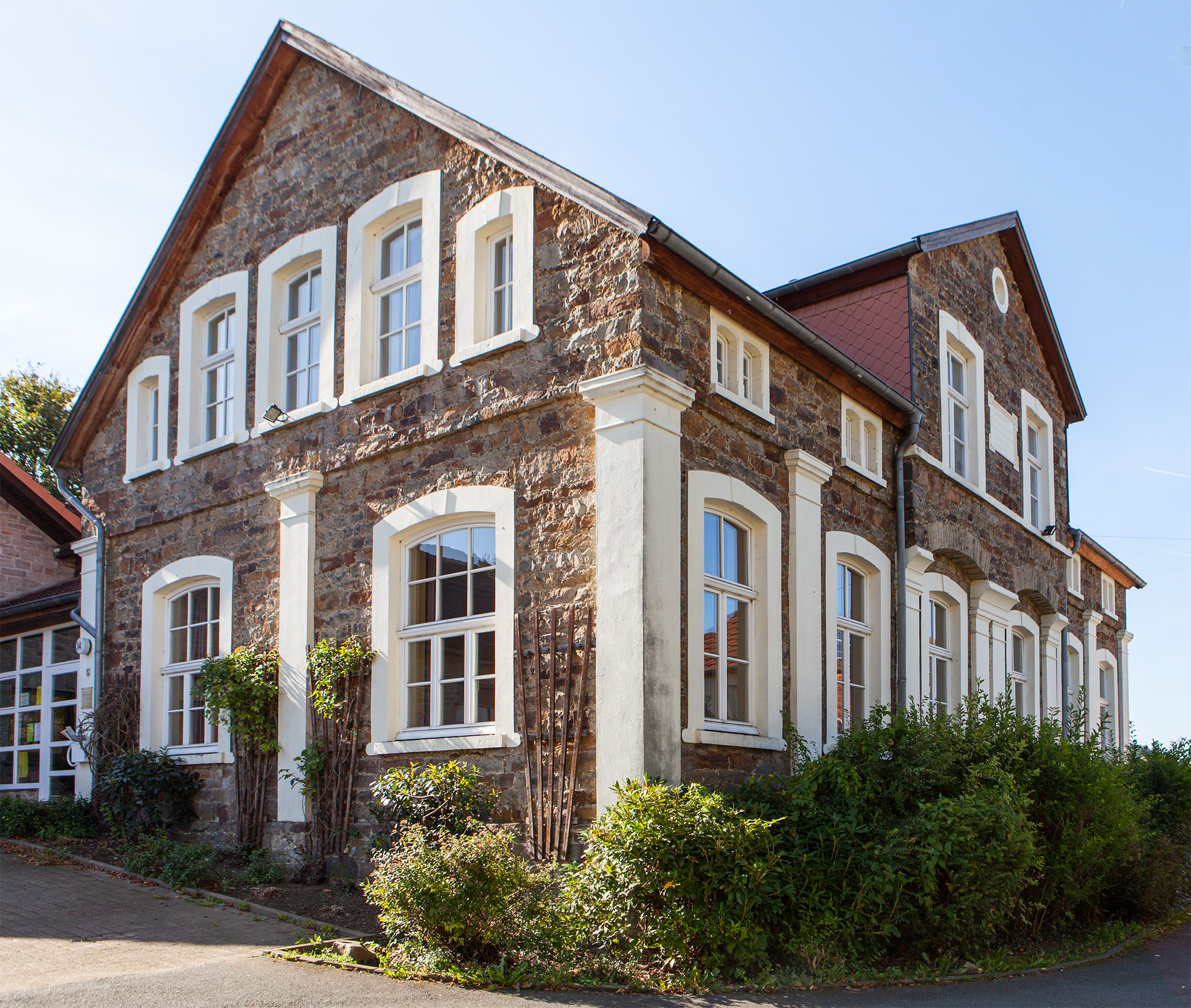
Ehemalige Dorfschule, heute Dorfgemeinschaftshaus

- Dorfgemeinschaftshaus Almena (ehemalige Dorfschule). Das 1890 errichtete Gebäude nahm die bereits seit 1580 bestehende Dorfschule Almena auf. Die steigende Schülerzahl machte 1910 den Bau eines zweiten Schulhauses notwendig, da es nun 4 Klassen geben musste. Nach dem Zweiten Weltkrieg waren sogar 6 Klassen in der Almenaer Schule untergebracht. Bereits 1961 gründete Almena mit den umliegenden Dörfern einen Schulverband für die Dörfergemeinschaftsschule. 1965 erwarb die Gemeinde für 90.000 DM ein Gelände und plante eine neue Schule. Dazu kam es jedoch nicht, so dass alle Schüler aus den umliegenden Dörfern nun ins bis zu 10 km entfernte Silixen in die dortige neue, gerade erst fertiggestellte, Mittelpunktschule fahren sollten. Gegen den erbitterten Widerstand der Almenaer Bevölkerung und nach langem Rechtsstreit wurde der Schulbetrieb 1975 eingestellt und nach Silixen verlagert. Seit dieser Zeit wird das Gebäude durch die örtlichen Vereine genutzt. Heute beherbergt das Dorfgemeinschaftshaus Übungsräume für die örtlichen Vereine, die beiden ehemaligen Klassenräume werden vom Heimat- und Kulturverein Almena für private Feiern vermietet und im Obergeschoss befinden sich Räume des Vereins Jugend und Kultur Extertal, der die Jugendarbeit in Almena übernommen hat.

- Alte Färbe. Dieser kleine Bruchsteinbau an der alten Dorfstraße ist das einzig erhaltene Gebäude aus der Zeit der 260 Jahre andauernden Hausweberei in Almena. Es steht unter Denkmalschutz und damals standen hier große Bottiche, in denen man die Farblösungen aufbewahrte, im Wesentlichen blaue Farbe. In Almena wurden damals nur Anzüge aus Leinen getragen, die blau gefärbt waren. Auch die übrige Kleidung bestand zumeist nur aus diesem selbst hergestellten und gefärbten Leinen. Daneben stellte man auch Bettzeug aus Leinen her, das mit Handstempeln bunt bedruckt wurde.

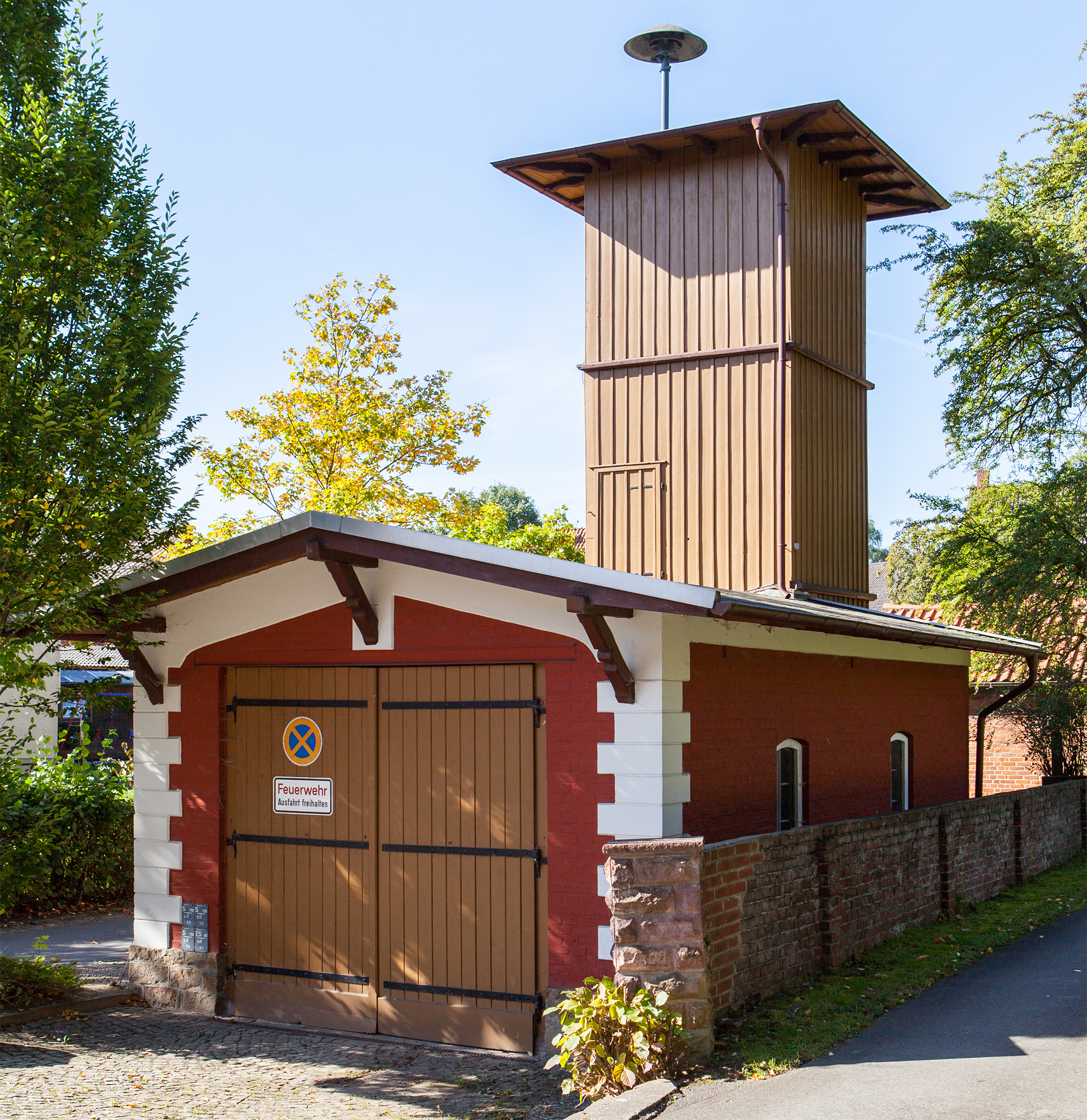
Altes Spritzenhaus

- Altes Spritzenhaus. In diesem renovierten Gebäude befindet sich die historische von Pferden gezogene Handspritze der Freiwilligen Feuerwehr Almena. Sie wurde 1909 hergestellt und tat etwa 40 Jahre bis zum Zweiten Weltkrieg ihren Dienst. Danach wurde sie von einer Motorspritze abgelöst. Im Turm wurden früher die Schläuche hängend zum Trocknen aufbewahrt. Schon vor 1799 muss es eine Freiwillige Feuerwehr gegeben haben, die damals Spritzengesellschaft genannt wurde.

- Kindergarten Almena. Der Kindergarten Almena ist eine Einrichtung für Kinder im Alter von einem Jahr bis zum Beginn der Schulpflicht. Das Gebäude liegt am Rande eines Wohngebietes. Das große Außengelände bietet vielfältige Möglichkeiten zum forschen, bewegen, entdecken usw. Außerdem haben die Kinder ausreichend Rückzugsmöglichkeiten. Die Einrichtung ist großzügig gebaut, so dass auf die Bedürfnisse der Kinder individuell eingegangen werden kann. Gesamtanzahl der Plätze: 85, Anzahl der Gruppen: 4:2 Gruppen im Alter von 1 Jahr bis zum Beginn der Schulpflicht und 2 Gruppen im Alter von 3 Jahren bis zum Beginn der Schulpflicht. Die Angebotsform ist integrativ. Besonderheiten: Sprachförderkurse, Psychomotorik, Englischkurse, Musikschule, Entspannungsübungen für Kinder, Möglichkeiten zur Durchführung des Bielefelder Screenings und anschließendes Förderprogramm, Aufnahme von behinderten Kindern und Förderung durch eine zusätzliche Fachkraft, behindertengerechte Zuwegung, großzügiges Außengelände, Projektarbeit an Nachmittagen, intensive Zusammenarbeit mit der Frühförderung, Therapeuten, Früherkennungszentrum nach Absprache der Eltern, kontinuierliche Weiterbildung der Mitarbeiter

### Gewässer
- Alme. Almena, ursprünglich Almina, bedeutet fließendes Gewässer. Der Name des Baches und des ursprünglich einzigen an seinem Ufer liegenden Ortes waren also gleich. Auch das Wort Bache, mit dem noch heute die Alme bezeichnet wird, ist vorindogermanischen Ursprungs.

### Evastein

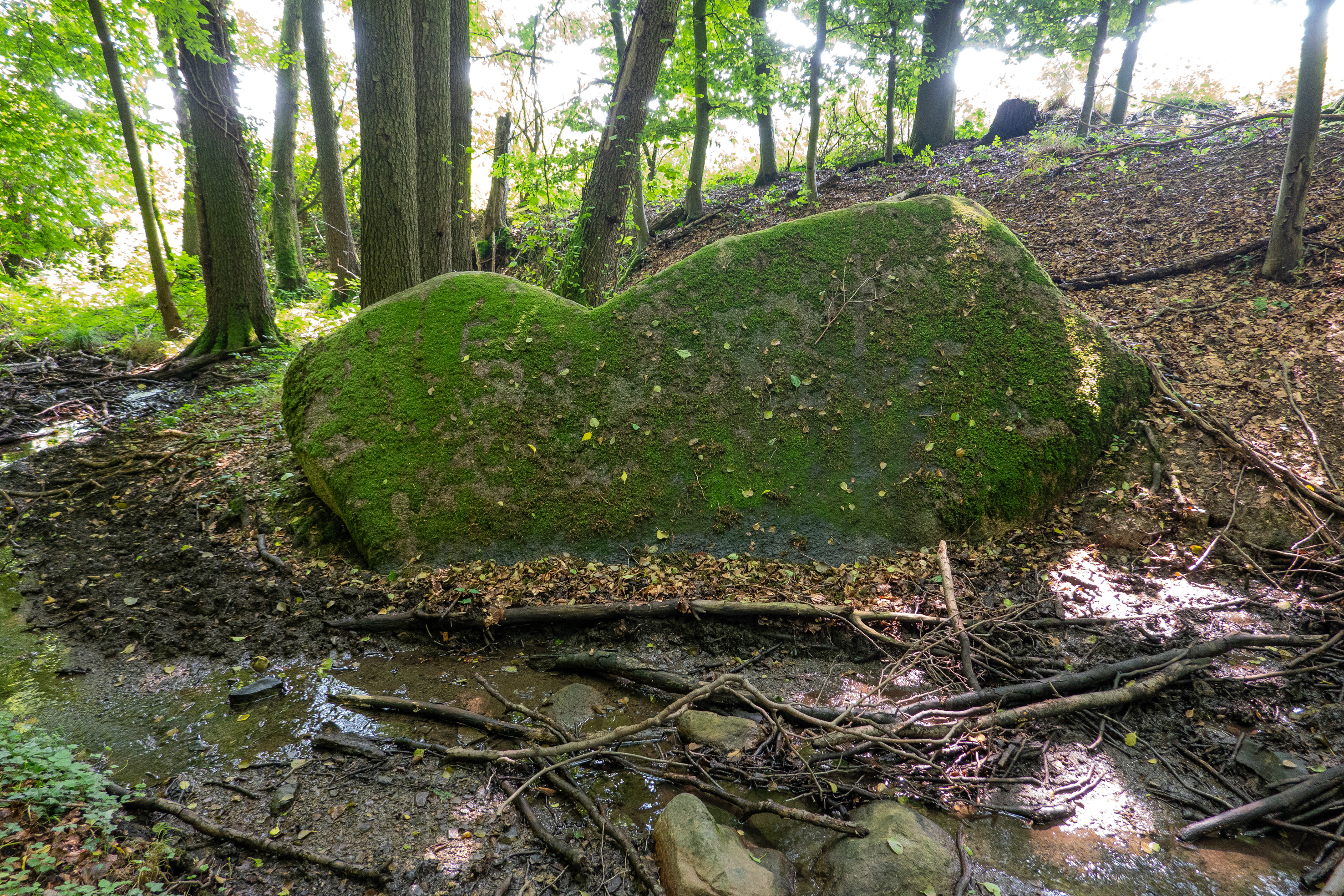
Der Evastein bei Almena

Innerhalb des Naturschutzgebietes „Tal der Exter“ befinden sich nordöstlich des Ortes Almena in einem Nebensiek der Exter mehrere Findlinge. Der größte und bekannteste von ihnen ist der sogenannte Evastein, ein 4 m langer, bis 2 m breiter und bis 1,6 m hoher Granitblock. Der Stein weist auf einer Seite zwei tiefe 15 und 20 cm breite zueinander parallel verlaufende Gletscherschrammen auf. Er wurde mit den aus Skandinavien vordringenden Gletschern der vorletzten Eiszeit, der Saaleeiszeit, an seinen heutigen Standort transportiert.

### Hügelgrab
- Grabhügel von Almena. Dieses Hügelgrab hat einen Durchmesser von 6 Metern und ist etwa 40 cm hoch. Es wurde in der Bronzezeit um 1800 v. Chr. aus Steinen errichtet. Man betrieb damals einen ausgeprägten Totenkult. Die Gräber der Ahnen waren die Heiligtümer der Sippen. Dieses Grab wurde an einer Stelle angelegt, die einen besonders schönen Ausblick auf die Rodungsinsel Almena bot. So blieben die Toten in Verbindung mit ihrem Dorf. Mit der Einwanderung der Indogermanen wurde die Erdbestattung aufgegeben. Die Toten wurden nun durch Verbrennen den Göttern geweiht, die man sich als Himmelswesen vorstellte, und auf zentralen Urnenfriedhöfen beigesetzt. Mit dem Übergang zum Christentum um 800 n. Chr. kam die Erdbestattung wieder in Gebrauch.[7]

## Wirtschaft
Die Ortschaft Almena ist das Nebenzentrum der Gemeinde Extertal. Es gibt in Almena eine überdurchschnittlich gute Versorgung mit Ärzten (zwei Hausärzte). Auch die Versorgung der Bevölkerung mit alltäglichen Gütern ist im Dorf nahezu zu 100 Prozent gegeben. Neben Lebensmitteln und Getränken gibt es einen Blumenladen, Geschenkartikel, TV- und Hifi-Artikel, Möbel, Bank und Sparkasse mit Schalterbedienung, Fahrschulen, Apotheke, Fleischerei, Industriebetrieb und zahlreiche weitere Dienstleistungen. Außerdem besitzt der Ort noch einige Handwerksbetriebe und Landwirte.